# Silberhorn
Le Silberhorn est un sommet des Alpes bernoises, en Suisse. Il culmine à 3 689 m d'altitude.

## Dans la culture
Dans une lettre de 1968, J. R. R. Tolkien identifia le Silberhorn tel qu'il lui apparut tandis qu'il campait près de Mürren en 1911 comme « le Celebdil de ses rêves ».

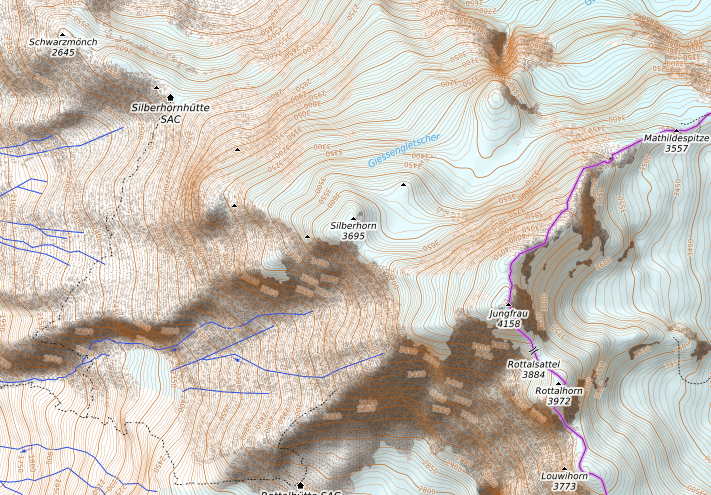
Carte topographique du Silberhorn.